# John Lukoye
John Lukoye (ur. 1965) – kenijski piłkarz grający na pozycji pomocnika. W swojej karierze rozegrał 10 meczów w reprezentacji Kenii.

## Kariera klubowa
W swojej karierze piłkarskiej Lukoye grał w klubach AFC Leopards Nairobi i niemieckiej Alemanii Aachen.

## Kariera reprezentacyjna
W reprezentacji Kenii Lukoye zadebiutował 7 stycznia 1989 roku w zremisowanym 1:1 meczu eliminacji do MŚ 1990 z Malawi, rozegranym w Kasarani. W 1990 roku powołano go do kadry na Puchar Narodów Afryki 1990. Zagrał w nim w dwóch meczach grupowych: z Senegalem (0:0) i z Zambią (0:1).
W 1992 roku Lukoye został powołany do kadry na Puchar Narodów Afryki 1992. Zagrał w nim w dwóch meczach grupowych: z Nigerią (1:2) i z Senegalem (0:3). Od 1989 do 1993 wystąpił w kadrze narodowej 10 razy.